# 木下愛華
木下 愛華（きのした まなか、1999年9月17日 - ）は、日本の女優。大分県出身。ボックスコーポレーション所属。

## 略歴
- 中学3年生の時、母と東京に遊びに来ていた時に原宿の竹下通りでスカウトされ現事務所に所属。高校入学と同時に上京し芸能活動を開始[1]
- 2015年12月より、『Rの法則』（NHK Eテレ）にR's第7期のメンバーとしてレギュラー出演
- 2016年2月、『ぼくんち』で舞台出演
- 2016年9月、『へなちょこヴィーナス』で舞台初主演
- 2017年3月上演の舞台版『海街diary』で四女・浅野すず役に抜擢される

## 人物
趣味は旅行、歌うこと、音楽鑑賞、DVD鑑賞、バドミントン、バスケットボール。特技は和太鼓。

## 出演

### 舞台
- 西原理恵子演劇祭2016!! "STRAYDOG" Produce公演「ぼくんち」（2016年2月3日 - 7日、東京芸術劇場シアターウエスト） - さおり 役（東京公演のみの出演）
- "STRAYDOG" 第24回本公演「アオイの花」（2016年3月30日 - 4月3日、シアターグリーン BOX in BOX THEATER） - 坂下アオイ 役
- "STRAYDOG" Produce公演「母の桜が散った夜」（2016年4月20日 - 24日、あうるすぽっと） - 若い頃の作次郎 役
- "STRAYDOG" Produce公演「問題のない私たち」[注 1]（東京公演：2016年8月16日 - 21日、シアターグリーン BIG TREE THEATER／大阪公演：2016年9月2日 - 4日、HEP HALL） - 山下翠 役
- "STRAYDOG" Seedling公演「へなちょこヴィーナス」[注 2]（2016年9月29日 - 10月3日、八幡山ワーサルシアター） - 主演：相原みどり 役
- "STRAYDOG" Produce公演「海街diary」（2017年3月31日 - 4月2日、新国立劇場・小劇場） - 浅野すず 役
- Nana Produce vol.7「どんどろ」（2017年6月14日 - 18日、中野ザ・ポケット） - 娘（山本恵美） 役
- "STRAYDOG" Produce公演「海街diary」再演（2017年10月6日 - 8日、紀伊國屋ホール） - 浅野すず 役
- 二兎社公演45 「鷗外の怪談」(2021年11月 - 2022年1月、東京芸術劇場シアターウエスト、ほか)　- スエ 役

### 映画
- デスフォレスト 恐怖の森5（2016年9月3日、監督：福田陽平/田中佑和）
- 咲-Saki-（2017年2月3日、プレシディオ） - 堂山ゆかり 役
- 人狼ゲーム マッドランド（2017年7月15日、AMGエンタテインメント） - 三上優花 役[3]
- リンキング・ラブ（2017年10月28日、監督：金子修介） - 田中春美 役[4]
- 猫は抱くもの（2018年6月23日、キノフィルムズ / 木下グループ） - ヒョウ柄＆スーパー店員 役[5]
- 漫画誕生（2018年）[6]
- 純平、考え直せ（2018年）

### テレビドラマ
- クズの本懐 第4話（2017年2月8日、フジテレビ） - みよ 役
- BORDER 衝動〜検視官・比嘉ミカ〜（2017年10月6日・13日、テレビ朝日） - 坪井美咲 役
- やすらぎの刻〜道（2019年4月8日 - 2020年3月27日、テレビ朝日） - 根来幸子 役
- ザ・モキュメンタリーズ ～カメラがとらえた架空世界～ #3「WORD HUNTER」（2021年5月3日、WOWOW） - 酒井千恵 役
- 孤独のグルメ Season 9 第一話 （2021年7月10日、テレビ東京）- 柴田由美 役
- 警視庁アウトサイダー 第2話（2023年1月12日〈予定〉、テレビ朝日） - 理恵 役[7]

### テレビ番組
- Rの法則（2015年12月 - 2018年4月、NHK Eテレ） - 第7期レギュラー出演
- 痛快TV スカッとジャパン（2016年1月18日、フジテレビ） - VTR出演

### CM
- クノール減塩カップスープ「おいしい減塩」篇（味の素）[2]
- ジェイウッド「そこに人が生きた証」篇[2]
- フジカラー お正月を写そう♪2017「ましかくん登場」篇（2017年、富士フイルム）[8]
- 週刊少年チャンピオン「ハリガネサービス」編、「弱虫ペダル」編、「刃牙」編（2017年、秋田書店）[2]
- Jump!「私は弱い けど強い。」篇（2018年、みずほフィナンシャルグループ）[9]

### ミュージック・ビデオ
- Aftertalk「Story Writer」（2016年11月）